# Mugilidae
Las lisas (Mugilidae) son una familia de peces marinos y de agua dulce, perteneciente al orden Mugiliformes. Esta familia está compuesta por especies que habitan tanto en ríos como en mares, con una distribución geográfica que abarca las regiones costeras de los océanos templados y tropicales alrededor del mundo. Estas especies suelen estar muy cerca de la costa y son comúnmente encontradas en aguas estuarinas y lagunas, donde las condiciones del agua varían.
Los miembros de la familia Mugilidae se caracterizan por tener dos aletas dorsales claramente separadas: la primera es espinosa, con generalmente cuatro espinas, mientras que la segunda, más posterior, tiene radios blandos. Las aletas pélvicas se encuentran en una posición subabdominal y cuentan con una espina y cinco radios blandos. La línea lateral, cuando está presente, es tenue y apenas visible. Su boca es moderadamente grande, generalmente sin dientes o con dientes muy pequeños, y poseen un sistema digestivo adaptado a su dieta, con un estómago musculoso y un intestino extremadamente largo, lo que les permite procesar su alimentación de manera eficiente.
Su tamaño varia dependiendo de la especie, con longitudes que van desde los 30 cm hasta un máximo de 90 cm en algunas especies, siendo el tamaño promedio de la mayoría de las especies entre 40 y 60 cm. Su peso también varía considerablemente, alcanzando hasta 5 kg en individuos de mayor tamaño, aunque la mayoría pesa entre 1 y 3 kg.
En cuanto a su comportamiento, las lisas suelen formar grandes cardúmenes, los cuales migran en busca de alimentos. Se alimentan principalmente de pequeñas algas, diatomeas y detritos orgánicos presentes en los sedimentos del fondo marino, lo que las convierte en importantes filtradoras de nutrientes en los ecosistemas acuáticos.
De interés tanto ecológico como comercial, las lisas son objeto de pesca en varias regiones, y algunas especies tienen valor económico debido a su carne y a la producción de huevas, que son utilizadas en la elaboración de productos como el caviar.
El registro fósil más antiguo de las lisas data del Oligoceno, a mediados del Terciario, lo que indica que esta familia ha estado presente en los ecosistemas marinos y de agua dulce durante un extenso periodo geológico, adaptándose a diversos entornos a lo largo del tiempo.

## Características
Las lisas tienen una complexión alargada y poderosa. El costado del pez está cubierto de grandes y brillantes escamas ctenoides. Sólo el género Myxus tiene escamas cicloides. La primera y corta aleta dorsal tiene cuatro rayos del espinazo. La segunda aleta dorsal, separada por un gran espacio, es también corta y está sostenida por entre ocho y diez radios blandos. La aleta anal tiene de dos a tres radios espinosos y de siete a once radios blandos. Las aletas pectorales están situadas muy arriba del cuerpo, las aletas pélvicas, sostenidas por un rayo duro y cinco rayos blandos ramificados, en la parte inferior del cuerpo, muy por delante pero siempre claramente detrás de las aletas pectorales. El órgano de la línea lateral está deformado o ausente. La cabeza de las lisas es plana en la parte superior, la boca terminal y pequeña, los dientes también son pequeños o están ausentes. Sus intestinos son muy largos, alcanzando hasta ocho veces la longitud del cuerpo. Esta longitud es necesaria para procesar el alimento predominantemente vegetal. Las lisas alcanzan longitudes de diez centímetros a un metro.

## Alimentación
Se alimentan de pequeños invertebrados y de algas filamentosas. Es muy frecuente que absorban el limo del fondo para extraer pequeñas partículas alimentarias, que son filtradas por las espinas branquiales y trituradas por las dientes faríngeas. El estómago, muy musculoso, se encuentra seguido de un intestino muy alargado.

## Comportamiento
Un comportamiento notable común en las lisas es la tendencia a saltar fuera del agua. Se distinguen dos tipos de saltos: un salto recto y limpio fuera del agua para escapar de los depredadores y un salto más lento, más bajo, mientras gira hacia un lado, que da lugar a una salpicadura más grande y distinguible. Las razones de este salto más bajo son discutidas, pero se ha planteado la hipótesis de que es para obtener aire rico en oxígeno para el intercambio de gases en un pequeño órgano situado sobre la faringe.

## Desarrollo
La ontogenia de las larvas de mugílidos ha sido bien estudiada, en particular el desarrollo larvario de Mugil cephalus, debido a su amplia distribución y a su interés para la acuicultura. En un estudio de 2021 se investigó el desarrollo osteológico de Mugil cephalus, hasta entonces poco estudiado, y se describieron cuatro etapas de desarrollo embrionario y seis larvarias en ejemplares criados en acuicultura y capturados en la naturaleza.  Estas descripciones permitieron aclarar caracteres dudosos de las lisas adultas y revelaron detalles informativos con posibles implicaciones para las hipótesis filogenéticas, además de proporcionar una base de comparación pendiente para las lisas criados en acuicultura con el fin de permitir el reconocimiento de malformaciones.

## Sistemática
La posición sistemática de las lisas ha sido un misterio durante mucho tiempo. Por ello, se clasificaron dentro de las espinosas en un orden aparte, los Mugiliformes; otros científicos incluyen a las lisas en las percas (Perciformes).
En varios estudios filogenéticos recientes, familias del orden Perciformes fueron sorprendentemente identificadas como el grupo hermano de las lisas, primero las percas enanas (Pseudochromidae) posteriormente las percas milagrosas (Plesiopidae). Ambas familias están probablemente estrechamente emparentadas y, junto con otras familias de peces que viven en arrecifes de coral tropicales, forman un círculo de familias relacionadas al que los fotógrafos submarinos Rudie H. Kuiter y Helmut Debelius dieron el nombre provisional alemán de «Zwergbarschartige».  Las lisas, los parientes de peces óseos, los «parecidos a las percas enanas» y algunos otros taxones relacionados con ellos se resumen en el taxón Ovalentaria en una revisión actual de la sistemática de peces óseos.  La familia hermana y, por tanto, los parientes más cercanos de las lisas son las percas de cristal (Ambassidae). Estos también se asignan al orden Mugiliformes en la base de datos sistemática en línea «Eschmeyer's Catalogue of Fishes» desde mayo de 2024.

### Géneros
Existen unas 78 especies agrupadas en los siguientes géneros:
- Agonostomus Bennett, 1832 - Lisas de río.
- Aldrichetta Whitley, 1945
- Cestraeus Valenciennes, 1836
- Chaenomugil Gill, 1863
- Chelon Artedi, 1793
- Crenimugil Schultz, 1946
- Joturus Poey, 1860
- Liza Jordan y Swain, 1884 - Lisas verdaderas.
- Moolgarda Whitley, 1945
- Mugil Linnaeus, 1758 - Lisas comunes o Mujoles.
- Myxus Günther, 1861
- Neochelon Durand, Chen, Shen, Fu y Borsa, 2012
- Neomyxus Steindachner, 1878
- Oedalechilus Fowler, 1903
- Parachelon Durand, Chen, Shen, Fu y Borsa, 2012
- Paramugil Ghasemzadeh, Ivantsoff y Aarn, 2004
- Pseudomyxus Durand, Chen, Shen, Fu y Borsa, 2012
- Rhinomugil Gill, 1863
- Sicamugil Fowler, 1939
- Trachystoma Ogilby, 1888
- Valamugil Smith, 1948
- Xenomugil Schultz, 1946

Además de un género de taxonomía aún discutida:
- Ellochelon Quoy y Gaimard, 1825

## Importancia económica
Los miembros de la familia Mugilidae, conocidas comúnmente como lisas, tienen importancia económica a nivel mundial. La importancia económica se deriva de su papel como una relevante fuente de alimento para consumo humano, su cultivo en sistemas de acuicultura y su contribución a las pesquerías comerciales. También desempeñan un papel en la salud del ecosistema, lo que las hace valiosas no solo económicamente sino también ecológicamente. 

### Pesca
Las lisas son objetivo de las pesquerías comerciales en muchas regiones debido a su abundancia y la demanda de su carne. Se capturan utilizando diversos métodos como redes, trampas y, en algunos casos, por pesca deportiva. En algunos países, las pesquerías de lisas son una parte significativa de la economía local, proporcionando ingresos y empleo para los pescadores y apoyando industrias relacionadas como el procesamiento y la distribución.
Aunque no son el objetivo principal de algunas pesquerías, las lisas a menudo se capturan incidentalmente como captura incidental. Esta captura incidental aún puede contribuir a las economías locales ya sea mediante venta directa o como fuente de alimentos para las comunidades locales.

### Acuicultura
Las lisas también se cultivan mediante prácticas de acuicultura en varios países. Esto implica criarlas en ambientes controlados como estanques o tanques. La acuicultura ayuda a satisfacer la demanda de lisas mientras reduce la presión sobre las poblaciones silvestres. Las lisas cultivadas se pueden vender frescas o procesadas (ahumadas, secas o enlatadas) para consumo local o exportación. Algunos países donde la acuicultura de las lisas está en práctica incluyen:
España: En el litoral mediterráneo, particularmente en la Comunidad Valenciana y la región de Murcia, se realiza la acuicultura de las lisas, tanto en sistemas de estanques como en jaulas marinas.
Francia: En el sur de Francia, especialmente en la región de la Camarga, también se practica la acuicultura de las lisas, especialmente en el contexto de la producción de productos como el caviar de lisa.
Italia: En zonas costeras de Italia, como en Sicilia y en el Adriático, se crían lisas en condiciones de acuicultura, tanto en agua salada como en agua dulce.
Egipto: En el río Nilo y en áreas cercanas a sus afluentes, se ha desarrollado la acuicultura de lisas, principalmente para consumo local y exportación.
China: China es un país líder en acuicultura, y la cría de lisas es común en varios de sus sistemas acuáticos, incluidos ríos y estanques de agua dulce.
Turquía: En Turquía, especialmente en la región del Mar Egeo, la acuicultura de lisas ha crecido para satisfacer la demanda tanto interna como internacional.
Brasil: En Brasil, la acuicultura de lisas se ha desarrollado en algunas zonas costeras, con el objetivo de aprovechar la alta demanda local.
México: En algunas áreas costeras de México, particularmente en el Golfo de México y la península de Yucatán, también se realiza la acuicultura de las lisas.

### Consumo
La carne de las lisas se considera una delicia en muchas culturas. Es conocida por su sabor y valor nutricional, siendo una buena fuente de proteínas y ácidos grasos omega-3. Las lisas se consumen frescas, ahumadas, secas o procesadas en productos como pasteles de pescado o surimi.
Entre los platillos que se destacan, se cuenta la "lisa a la Veracruzana" platillo clásico de la cocina mexicana con un toque de sabor a mariscos; los "Tacos de lisa a la parrilla" un platillo que se presta para disfrutar con tortillas frescas y una salsa picante; los "Filetes de Lisa al horno con hierbas" una receta sencilla y saludable para disfrutar del sabor natural del pez lisa y la "sopa de lisa".

### Ecología
Las lisas también son importantes ecológicamente ya que ocupan varios hábitats, incluidos estuarios y aguas costeras. Su presencia y tendencias poblacionales pueden servir como indicadores de la salud ambiental y de los cambios en los ecosistemas acuáticos. El monitoreo de las poblaciones de lisas puede proporcionar información sobre dinámicas ecológicas más amplias y los impactos de actividades humanas como la contaminación y la destrucción del hábitat.

## Galería

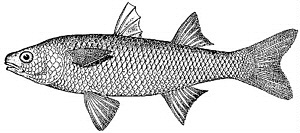
Agonostomus monticola
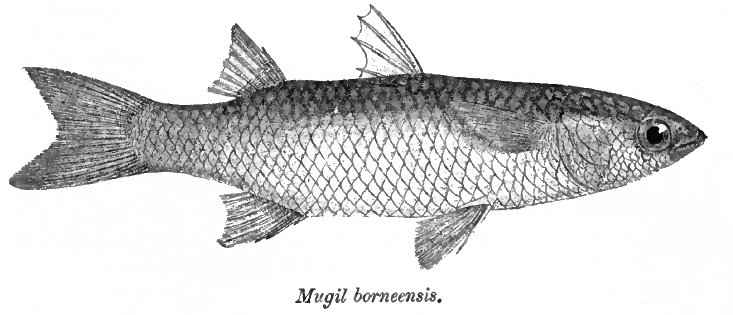
Liza macrolepis
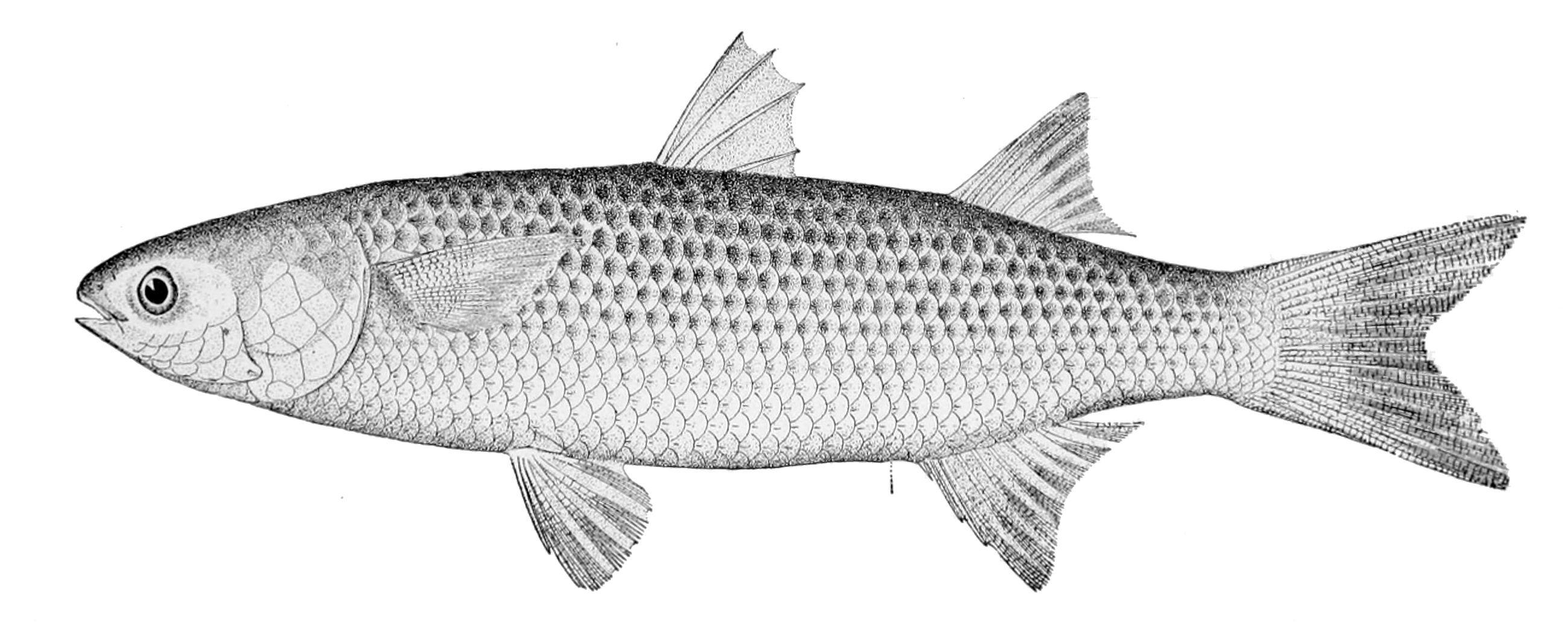
Mugil cephalus
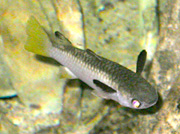
Sicamugil cascasia